# Quatuor Brentano
Pour les articles homonymes, voir Brentano.
Le Quatuor Brentano est un quatuor à cordes fondé en 1992. De 1999 à 2014, il est le premier quatuor en résidence à l'Université de Princeton, dont les membres enseignent régulièrement la musique de chambre,. En 2014, le Quatuor devient l' « Ensemble en résidence » à l'école de musique, succédant au Tokyo String Quartet.
Le Quatuor tient son nom d’Antonie Brentano, supposée être l' « immortelle bien-aimée » de Beethoven. Les membres du Quatuor sont Mark Steinberg (diplômé de la Juilliard School), Serena Canin (violon), Misha Amory (alto, diplômé de l'Université Yale) et Nina Lee (violoncelle), tous diplômés de Juilliard. Il a effectué plusieurs tournées aux États-Unis et joué dans le monde entier.
En 2012, de la musique jouée par le Quatuor Brentano figure dans la bande sonore du film Le Quatuor.
Le Quatuor se produit pour la première fois au concours international de piano Van-Cliburn en 2013 à Fort Worth dans le Texas où il est invité à jouer un quintette avec piano de Brahms, Dvorák, Franck ou Schumann avec chacun des 12 demi-finalistes du concours.
Depuis septembre 2014, le Quatuor est en résidence à la Yale School of Music. Il enregistre pour le label français Aeon des œuvres de Schubert, Beethoven (derniers quatuors), Haydn, Mozart, Wuorinen et Mackey.
Misha Amory joue un alto des frères Amati de 1616 et Nina Lee un violoncelle de Matteo Gofriller de 1724.

## Créations
- Gabriela Lena Frank, Quijotadas (2007) pour quatuor à cordes. Commande du Quatuor Brentano.